# ننه و بابا
در زبان‌شناسی ننه و بابا (و یا با جایگزینی لغت فرانسوی در فارسی مامان و بابا) کلماتی است که در اکثر زبان‌های دنیا از تکرار دو آواری مشابه (\با\، \پا\، \ما\، \نَ\) ساخته می‌شود و به معنای مادر و پدر است.
این کلمات نوع خاصی از هم‌ریشه‌های کاذب (کلماتی که در زبان‌های مختلف همانند هستند اما در واقع از یک جا سرچشمه نگرفته‌اند) می‌باشند و تشابه آن‌ها به دلیل اکتساب زبان است. اینها نخستین شبه کلماتی است که کودک در اده‌بده‌های خود بیان می‌کند و والدین بر این عادت‌اند که این نخستین آواهای کودک را به خطاب دادن خودشان منتسب کنند.
از همین رو نمی‌توان این کلمات را هم‌ریشه خواند: آبا در زبان آرامی (ریشه عبری و عربی)، بابا در فارسی، هندی، چینی و کره‌ای، پاپا در اکثر زبان‌های اروپایی از جمله انگلیسی، فرانسوی و آلمانی. و نیز ماما در فارسی، سواحیلی، کچوا و انگلیسی سایر زبان‌های اروپایی.
این کلمات با استفاده از آواهایی که آسانترند (مثل ب،پ،م،ن) به همراه مصوت مفتوح (اَ با آ) ساخته می‌شوند، با این حال تنوع‌هایی هم در این زمینه مشاهده می‌شود مثلاً مادر زبان فارسی نَ نَ یا مام، در مغولی و ترکی آنا است و همچنین در ژاپنی باستان پاپا برای مادر استفاده می‌شده و نیز در زبان ژاپنی ماما جهت اشاره کودک به غذا می‌باشد.